# Rhabdodemania pontica
Rhabdodemania pontica är en rundmaskart som beskrevs av Platonova 1965. Rhabdodemania pontica ingår i släktet Rhabdodemania och familjen Rhabdodemaniidae. Inga underarter finns listade i Catalogue of Life.